# Argus de la Presse
L'Argus de la Presse est un service de presse fondé en 1879 dans le cadre et les locaux du Moniteur des Arts par Alfred Chérié. 

## Histoire
Baptisé en 1880 La Correspondance artistique universelle, il troque ce nom en 1884 pour celui d'Argus de la Presse, sous lequel il acquiert sa notoriété. Propriété de la famille Pelletier de Chambure jusqu'en 2017, il appartient aujourd'hui au groupe Cision.